# Grote Hongersnood van 1315-1317

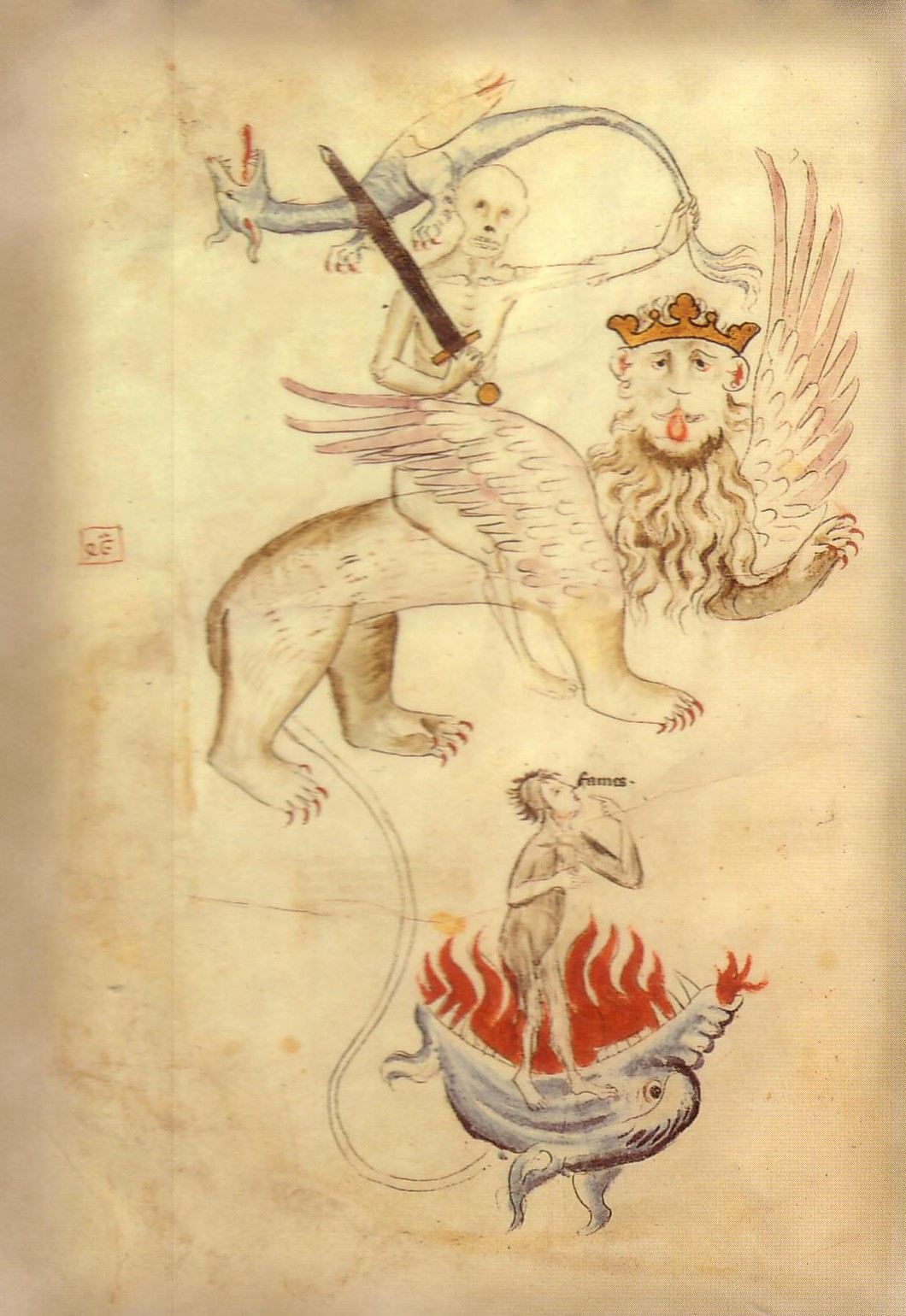
Van de Apocalyps in een Biblia Pauperum, geïllumineerd in Erfurt ten tijde van de Grote Hongersnood. De Dood ("Mors") zit schrijlings op een leeuw, waarvan de lange staart eindigt in een bal van vuur, die de hel voorstelt. Hongersnood ("Fames") wijst naar haar hongerige mond.

De Grote Hongersnood van 1315-1317 (ook wel gedateerd van 1315 tot 1322) was de eerste uit een reeks van grootschalige crises, waardoor Europa in de veertiende eeuw werd getroffen. De grote hongersnood kostte miljoenen mensen het leven en markeerde een duidelijk einde met de er aan voorafgaande periode van groei en welvaart vanaf de elfde tot en met dertiende eeuw (1000-1300). De aanleiding voor de hongersnood was het zeer natte weer in de voorjaren van 1315 en 1316. Dit leidde tot misoogsten. Pas in de zomer van 1317 werd weer een goede oogst binnengehaald. Europa wist zich pas rond 1322 volledig te herstellen. Het was een periode die gekenmerkt werd door een extreme mate van criminaliteit, ziekte, massasterfte en zelfs kannibalisme en kindermoord.

## Achtergrond
De Grote Hongersnood bleef beperkt tot Noordwest-Europa, met inbegrip van de Britse Eilanden, met name het noorden van Frankrijk, de Lage Landen, Scandinavië, Duitsland en het westen van Polen. Het gebied dat werd getroffen werd begrensd door de oostkust van de Oostzee, de Alpen en de Pyreneeën. Oost-Europa en het Middellandse Zeegebied bleven dus gespaard.
In de middeleeuwse Europese context betekende hongersnood dat mensen op grote schaal aan honger stierven. Hongersnood was in het middeleeuwse Europa een bekend fenomeen. Meestal waren hongersnoden echter tot op zekere hoogte lokaal. Lokale hongersnoden deden zich in het 14e-eeuwse Frankrijk bijvoorbeeld voor in 1304, 1305, 1310, 1315-1317 (de Grote Hongersnood), 1330-1334, 1349-1351, 1358-1360, 1371, 1374-1375 en 1390. In Engeland in 1315-1317, 1321, 1351 en 1369.
Tijdens het middeleeuws klimaatoptimum (de periode vóór 1300) was de bevolking van Europa sterk gestegen. In sommige delen van Noord-Frankrijk leefden aan het begin van de 14e eeuw meer mensen dan tegenwoordig. De zaaizaadfactor van tarwe (dat wil zeggen het aantal zaden dat men na de oogst kon opeten per geplant zaadje) was sinds de jaren 1280 aan het dalen (er moesten steeds meer marginale gronden in productie worden genomen) en de prijzen van levensmiddelen waren aan het stijgen. In goede jaren kon de opbrengst-ratio oplopen tot 7:1, in slechte jaren bleef de opbrengst-ratio echter beperkt tot 2:1, dat wil zeggen dat er voor elke geplante graankorrel er slechts twee konden worden geoogst, waarvan er dan nog weer eentje nodig was voor het zaaizaad voor volgend jaar; ter vergelijking in de moderne landbouw zijn opbrengst-ratio's van 100:1 of meer niet ongewoon.
Er was een duidelijke verandering in de weerpatronen tijdens het middeleeuws klimaatoptimum. Deze viel samen met het begin van de Grote Hongersnood van 1315-1317. In het tijdvak van 1310 tot 1330 kreeg het noordwesten van Europa te maken met een aantal jarenlange perioden van extreem weer. Deze kenmerkten zich door strenge winters en regenachtige zomers.
Veranderende weerpatronen, de ineffectiviteit van de middeleeuwse regeringen in het omgaan met crises en het bevolkingsaantal, dat zich in verhouding tot de technologie op een historisch hoogtepunt bevond, zorgden ervoor dat er heel weinig marge was bij tegenslag.

## Grote Hongersnood
In het voorjaar van 1315 hadden grote delen van Europa te maken met zware regenval. Gedurende de lente en de zomer bleef het regenen en de temperatuur bleef aan de lage kant. Onder deze omstandigheden kon het graan niet rijpen. De voedselprijzen begonnen te stijgen. Tussen de lente en de zomer van 1315 verdubbelden de voedselprijzen in Engeland. In het hertogdom Lotharingen steeg de prijs van tarwe met 320 procent. De boeren konden zich niet langer brood veroorloven. Noodopslagplaatsen van graan waren voorbehouden aan heren en edelen. Gezien de in de 12e en 13e eeuw sterk toegenomen bevolkingsdruk betekende een minder dan gemiddelde oogst al honger voor een flink aantal mensen; er was weinig ruimte voor tegenslag. Een misoogst als in 1315 betekende honger voor bijna iedereen. Mensen begonnen in de bossen eetbare wortels, planten, grassen, noten en boomschors te verzamelen.
Door de nattigheid ontstond er ook een groot gebrek aan stro en hooi. Hierdoor was er in de winter van 1315-1316 te weinig voer voor het vee. Zeezout, de enige manier om vlees te conserveren, was in Engeland moeilijk te krijgen, omdat zeewater in het natte weer niet kon indampen; hierdoor viel een deel van het aanbod weg; de prijs steeg met 30% van 30 tot 40 shillings per eenheid.
Er zijn een aantal gedocumenteerde incidenten die de omvang van de hongersnood aantonen. Koning Eduard II van Engeland wilde op 10 augustus 1315 in St Albans overnachten. Er kon echter geen brood voor hem en zijn entourage worden gevonden, zodat zelfs de koning van Engeland hongerig naar bed ging.
De Fransen probeerden onder Lodewijk X om Vlaanderen binnen te vallen, maar aangezien de velden doorweekt waren, werd het Franse leger gedwongen zich terug te trekken. Om te voorkomen dat hun voorraden in Vlaamse handen zouden vallen, staken de Fransen deze in brand.
In de Vlaamse steden liepen de prijzen van graan op tot het drievoud, plaatselijk zelfs tot het 11-, 12- en 24-voud van de normale prijs. Voor Brugge en Ieper heeft men de draagwijdte van de ramp kunnen meten: respectievelijk werden zo'n 2000 en 2800 lijken op stadskosten van de straten opgeraapt en in massagraven geworpen. In het eerste geval betekende dit bijna vijf procent van de totale bevolking van de stad, in het tweede zelfs tien.
Ook in het voorjaar van 1316 bleef het doorgaan met regenen. De reeds ondervoede boeren, 95% van de bevolking, hadden geen reserves meer om zich hierdoorheen te slaan. Steeds meer ging men ertoe over de toekomst te verhypothekeren; trekdieren werden gedood en genuttigd; het zaaigoed werd soms opgegeten. Kinderen werden aan hun lot overgelaten; ouderen zagen vrijwillig van voedsel af in de hoop dat de jongere generatie dan een grotere kans had te overleven. De kroniekschrijvers uit deze tijd maken ook melding van gevallen van kannibalisme.
Het hoogtepunt van de hongersnood kwam in 1317, toen ook in de lente van dat jaar het natte weer aanhield. De zomer van 1317 was echter niet buitensporig nat. De mensen waren echter zo verzwakt door ziekten, zoals longontsteking, bronchitis, tuberculose en er was zo weinig ingezaaid (zaaigoed was veelal opgegeten), dat het nog tot 1325 duurde voordat de voedselvoorziening weer terug was op het oude niveau en de bevolking weer langzaam begon toe te nemen. Historici bediscussiëren nog steeds het aantal slachtoffers, maar de schattingen geven aan dat tussen 10% en 25% van de bevolking van steden en dorpen overleed. Hoewel de Zwarte Dood (eerste uitbraak in 1348/49) meer mensen doodde, waren de gevolgen van de Grote Hongersnood in sommige opzichten ernstiger. Terwijl de pest een bepaalde streek enige maanden teisterde, bleven de gevolgen van de Grote Hongersnood jarenlang doorwerken; behalve de economische effecten (minder zaaigoed, minder vee), duurt het even voordat de effecten van een ineenstorting van de samenleving, zoals een hongersnood op deze schaal met zich meebrengt, zijn verwerkt.
De ongewone weersomstandigheden in de periode 1315-1317 zijn vergelijkbaar met klimaatafwijkingen zoals na zware vulkaanuitbarstingen. De uitbarsting van de Tambora in april 1815 wordt bijvoorbeeld verantwoordelijk gehouden voor het "jaar zonder zomer" in Europa. Het is niet bekend of er in 1314 of 1315 een soortgelijke vulkaanuitbarsting heeft plaatsgevonden. De Mount Tarawera op Nieuw-Zeeland wordt in dit verband wel genoemd.

## Voetnoten
1. ↑   William C. Jordan, "The Great Famine", 1996.
2. ↑  W.P. Blockmans, G. Pieters, W. Preventier & R.W.M. van Schaik, Tussen crisis en welvaart: sociale veranderingen 1300-1500 PDF
3. ↑  Het moet niet moeilijk zijn om dit met behulp van de "forensische vulkanologie" te controleren aan de hand van ijskernen uit Groenland en Antarctica. Als er op de juiste plaats in de ijskernen inderdaad in voldoende mate vulkanisch stof wordt aangetroffen, kan men aan de chemische samenstelling van het stof tegenwoordig zelfs herkennen welke vulkaan er is uitgebarsten en hoe zwaar de uitbarsting ongeveer is geweest.
4. ↑  (en) Historic UK: The Great Flood and Great Famine of 1314. Gearchiveerd op 22 april 2023.